# Матейка, Йиндржих
Йиндрижих Матейка (31 марта 1862, Бенешов, Чехия — 4 августа 1941, Мельник, Чехословакия) — чехословацкий врач и антрополог.

## Биография
Родился Йиндрижих Матейка 31 марта 1862 года в Бенешове. В 1886 году окончил медицинский институт в Праге, и затем работал как врач. В 1890-х годов решил сменить профессию врача на профессию антрополога, в связи с этим решил создать ряд этнографических выставок в Праге и ряд институтов для студентов, имеющих инвалидность и ОВЗ. В 1897 году поступил на работу в Карлов университет, где работает в области антропологии и демографии. В 1904 году назначен профессором данного университета, с 1922-по 1923 год занимал должность декана естественной истории, а с 1929-по 1930 год его ректором. Йиндржих Матейка подготовил и вывел в люди многих прославленных специалистов в области биологии, одним из которых является Эмануэль Влчек.
Скончался Йиндржих Матейка 4 августа 1941 года в Мельнике.

## Научные работы
- 1923 — Основал журнал Антропология.
- Описал скелетные остатки людей позднего палеолита, открытые на территории Чехословакии.